# Philothamnus angolensis
Philothamnus angolensis — вид змій родини вужеві (Colubridae).

## Поширення
Населяє чагарникові зарості у степах тропічної Африки. Ареал виду включає такі країни як Намібія, Ботсвана, Зімбабве, Мозамбік, Танзанія, Замбія, Демократична Республіка Конго, Республіка Конго, Камерун.